# Paguristes mauritanicus
Paguristes mauritanicus is een tienpotigensoort uit de familie van de Diogenidae. De wetenschappelijke naam van de soort is voor het eerst geldig gepubliceerd in 1906 door Bouvier.